# 증선미
증선미(중국어: 曾善美, 영어: Meimei Tsang, 1987년 11월 8일 ~ )는 홍콩의 배우이자 모델이다.

## 소개
홍콩 잭소 엔터테인먼트 소속 모델. 2012년 태국 푸켓에서 촬영해 홍콩 도서전시회에서 사진집 발표했다.

## 영화 및 드라마
| 연도 | 제목                | 배역     | 비고      |
| ---- | ------------------- | -------- | --------- |
| 2012 | 《여인들의 아파트》 | 여주인공 | 미니 영화 |

## 광고

### 홍콩
- 2013년 카페드코랄 광고 여주인공

## 개인 작품

### 사진집
- 2012년첫 사진집《파이딩 메이메이》

### 패션쇼
- 2009년:《동제 토쿄 걸스 나이트》
- 2012년 《여생천하 FFFG》